# Kryptospezies
Eine Kryptospezies oder auch kryptische Art ist in der Biologie eine morphologisch nicht unterscheidbare Gruppe (Population) von Lebewesen, bei der eine geschlechtliche Fortpflanzung mit anderen (bisher) zur gleichen Art gerechneten Individuen jedoch nicht möglich ist oder nur nicht fortpflanzungsfähige Nachkommen erzeugt. Man bezeichnet dies auch als reproduktive Isolation. Da ein wichtiges Kriterium der Definition einer Art (die Fortpflanzungsfähigkeit untereinander) nicht erfüllt ist, können sie nicht ein und derselben Art angehören.
Der Begriff der cryptospecies wurde erstmals von Kai Larsen 1957 bei der Wiesen-Platterbse verwendet. In den letzten Jahren ist das Phänomen durch Kreuzungsversuche und genetische Untersuchungen bei einer Vielzahl von Organismen festgestellt worden, so dass man bisherige Unterspezies taxonomisch im Nachhinein neuen Arten zurechnen muss. Kryptospezies findet man sowohl im Pflanzen- als auch im Tierreich, häufig z. B. bei Insekten wie Drosophila oder Anopheles maculipennis, den europäischen Moskitos. Hier hat die Entdeckung, dass die Art Anopheles maculipennis in Wirklichkeit eine Gruppe von sechs Kryptospezies umfasst, große Bedeutung, weil einige den Malaria-Erreger übertragen und andere nicht.
Dagegen sind viele eng verwandte Vogel-, Reptilien- und Säugetierarten zwar äußerlich sehr ähnlich, aber eine Unterscheidung nach morphologischen Kennzeichen ist immerhin möglich. Dann verwendet man eher den sinnverwandten und oft auch synonym verwendeten Begriff Zwillingsart.